# André Sogliuzzo
André Sogliuzzo (født 10. august 1966) er en amerikansk skuespiller.